# グスタフ・バウアー
グスタフ・アドルフ・バウアー（ドイツ語: Gustav Adolf Bauer）, 1870年1月6日 - 1944年9月16日）は、ドイツの政治家。ドイツ社会民主党員。ヴァイマル共和国初期に首相を務めた。

## 経歴

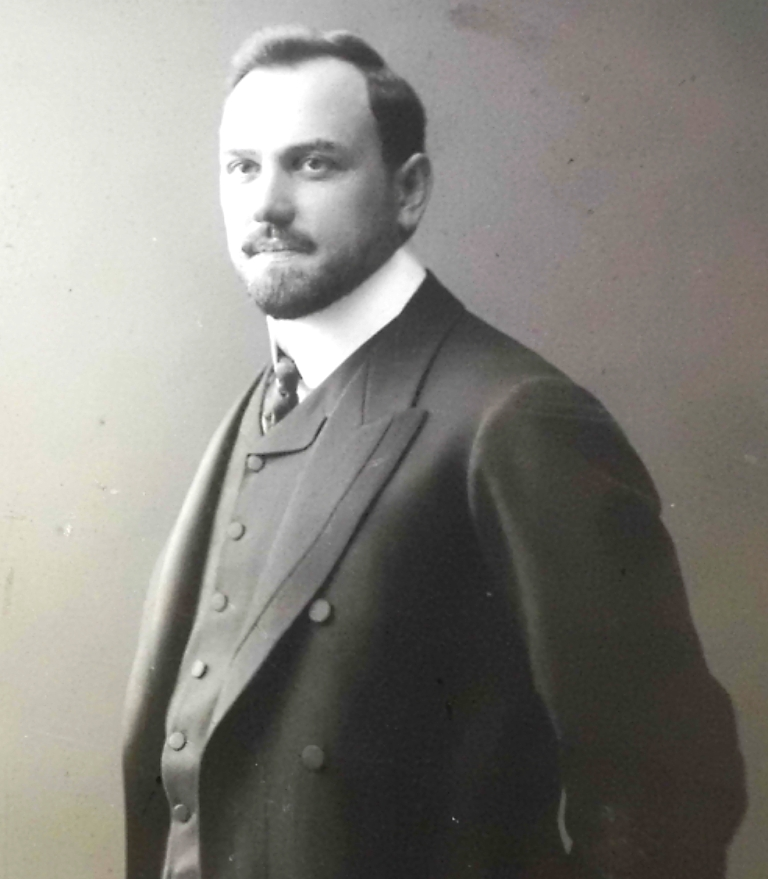
1900年のバウアー

バウアーは1870年1月6日、東プロイセンのケーニヒスベルク近郊のダルクエーメン（現ロシア連邦オジョルスク）で生まれた。父は裁判所職員のグスタフで、母はヘンリエット（旧姓グロース）。先祖は1731年に東方移住した南ドイツからの移民だった。1884年にケーニヒスベルク（現カリーニングラード）の国民学校を卒業後、弁護士事務所で書記として働く。1888年に大病して片足を切断した。1893年から著名な法律事務所で事務長を務め、1895年に労働組合「ドイツ事務員中央協会」を設立。1902年に労働組合活動を理由に解雇されるとレストランを経営するが一年で辞め、「中央労働者書記局」の代表となる。1908年から1918年までドイツ労働組合委員会（Generalkommission der Gewerkschaften）の第二書記を務める。1911年10月2日、バウアーはヘドウィグ・モッホと結婚した。1912年には新設の国民保険の監査役会長に選出される。
ドイツ社会民主党に入党して党内では右派に属し、第一次世界大戦を支持した。1912年、ブレスラウ（現ポーランドのヴロツワフ）の選挙区から選出され、ドイツ帝国議会議員に選出される。1915年から議会財務委員。1918年、宰相バーデン公マクシミリアンにより労働行政長官に任命される。同じ社会民主党員で前首相のフィリップ・シャイデマンは無任所行政長官に任命された。帝国宰相マクシミリアンが辞任した後に成立したエーベルト内閣でも留任した。労働長官在任中、バウアーは工場憲法を導入し、20歳以上のあらゆる選挙における普通選挙権、賃金協定の規制、権利としての上訴を伴う恣意的解雇からの保護、復員労働者の再就職、国民健康保険、地方自治体の社会福祉（州と政府の分割）、公務員組合の権利、農業労働改革、国内労働改革、8時間労働などの多くの法令を発布した。
1918年のドイツ革命によるヴァイマル共和国発足後、ヴァイマル制憲会議議員となる。1919年1月にマクデブルク選出の国会議員に当選し、1919年2月にはシャイデマン内閣に労働大臣として入閣した。ヴェルサイユ条約の受諾に反対したシャイデマンが首相を辞任したことを受けて、1919年6月より首相に就任した。同じくヴェルサイユ条約の受諾に反対したドイツ民主党が連立政権から離脱したため、社会民主党・中央党による連立内閣であった。ヴェルサイユ条約調印には賛成だったが、個人的にはその条件に反対しており、就任当日は連合国側に条件面で抗議すると表明したものの、新たな戦争を招きかねないという理由から翌日に撤回した。在任中はヴェルサイユ条約調印のほか、鉄道を国有化し、マティアス・エルツベルガー財務相と共に財政改革を進めた。1920年3月、カップ一揆が政府転覆を目論んだため、バウアーはSPDの他の閣僚や大統領エーベルトとともに、この一揆に反対するゼネストの呼びかけに署名した。ほとんどの内閣閣僚はベルリンを離れ、ドレスデン、そしてシュトゥットガルトへと向かった。しかし、一部の閣僚はベルリンに留まり、オイゲン・シファー副首相を中心にカップ政府と交渉した。バウアー政権はカップ一揆に対する対応のまずさから党や労働組合の支持を失い、1920年3月26日に首相を辞任した。バウアーの後任はヘルマン・ミュラー（SPD）であった。
首相退任後も党友の後継首相ヘルマン・ミュラーの内閣で大蔵大臣（Reichsschatzministerium。財務大臣とは別）及び交通大臣を務め、ヴィルト内閣でも大蔵大臣兼副首相として入閣した。1925年、汚職スキャンダルのため社会民主党を除名されたが、翌年党の審査会により除名を取り消されている。1928年を最後に国会議員を辞し政界を引退。1933年のナチ党政権獲得の直後、脱税容疑で拘留された。しかしその容疑は彼の息子が学校で話したとされる内容に基づいていた。バウアー家には子供がおらず、息子もいないことが判明するとナチ党は1週間の拘留の後、バウアーをは釈放した。しかし、この訴訟は1935年になってようやく棄却された。以後は公の場に姿を現すことはなく、第二次世界大戦中の1944年9月16日にヘルスドルフ（ベルリンのライニッケンドルフ区）で死去した。

## 文献
- Karlludwig Rintelen: Ein undemokratischer Demokrat: Gustav Bauer. Gewerkschaftsführer - Freund Friedrich Eberts - Reichskanzler. Eine politische Biographie, Lang, Frankfurt/M. 1993, ISBN 3-631-45299-3 （バウアーに関するほぼ唯一の、きわめて批判的な詳細な文献）
- Martin Voigt: Gustav Adolf Bauer. S. 177 - 190. In: Wilhelm v. Sternburg (Hrsg.): Die deutschen Kanzler. Königstein/Ts.: athenäum 1985. ISBN 3-7610-8382-3

- Braun, Bernd: Die Reichskanzler der Weimarer Republik. Zwölf Lebensläufe in Bildern. Droste, Düsseldorf 2011, p. 100 – 133. ISBN 978-3-7700-5308-7.

- Mayer, Paul (1953), "Bauer, Gustav Adolf", Neue Deutsche Biographie (in German), vol. 1, Berlin: Duncker & Humblot, p. 638; (full text online)

- Rintelen, Karlludwig: Ein undemokratischer Demokrat: Gustav Bauer. Gewerkschaftsführer – Freund Friedrich Eberts – Reichskanzler. Eine politische Biographie, Lang, Frankfurt/M. 1993, ISBN 3-631-45299-3 (the only biography of Gustav Bauers and a very critical account)

- Voigt, Martin: "Gustav Adolf Bauer". p. 177–190. In: Wilhelm v. Sternburg (Hrsg.): Die deutschen Kanzler. Von Bismarck bis Schmidt. Königstein/Taunus: Athenäum 1985. ISBN 3-7610-8382-3.